# دانشگاه بزرگ
دانشگاه بزرگ (به اسپانیایی: Universidad Mayor) یک دانشگاه در شیلی است که در سانتیاگو واقع شده‌است.